# Мазурівка (Могилів-Подільський район)
Мазурі́вка — село в Україні, у Чернівецькій селищній громаді Могилів-Подільського району Вінницької області. Населення становить 3390 осіб.

## Населення

### Мова
Розподіл населення за рідною мовою за даними перепису 2001 року:
| Мова       | Кількість | Відсоток |
| ---------- | --------- | -------- |
| українська | 3368      | 99.35%   |
| російська  | 22        | 0.65%    |
| Усього     | 3390      | 100%     |

## Історія
Село засноване 1600 року. 
7 (20) листопада 1917 року, відповідно до Третього Універсалу Української Центральної Ради, увійшло до складу Української Народної Республіки. 
12 червня 2020 року, відповідно до Розпорядження Кабінету Міністрів України № 707-р «Про визначення адміністративних центрів та затвердження територій територіальних громад Вінницької області», увійшло до складу Чернівецької селищної громади.
19 липня 2020 року, в результаті адміністративно-територіальної реформи та ліквідації Чернівецького району, село увійшло до складу новоутвореного Могилів-Подільського району.
30 липня 2021 року село стало відомим через появу в ньому колишнього судді Миколи Чауса, який переховувався від правосуддя.

## Ландшафтний парк
На південний захід від села простягається регіональний ландшафтний парк «Мурафа».

## Відома особа
В селі народилася Мількевич Валентина Станіславівна (* 1949) — українська письменниця.